# Depot II von Hrdlořezy
Das Depot II von Hrdlořezy (auch Hortfund II von Hrdlořezy) ist ein Depotfund der frühbronzezeitlichen Aunjetitzer Kultur aus Hrdlořezy, im Středočeský kraj, Tschechien. Es datiert in die Zeit zwischen 2000 und 1800 v. Chr. Das Depot befindet sich heute im Regionalmuseum in Mladá Boleslav.

## Fundgeschichte
Das Depot wurde 1967 nordöstlich von Hrdlořezy auf der vorgeschichtlichen Siedlung Předliška bei einer Begehung durch einen Laienarchäologen entdeckt. Die Siedlung liegt auf einem Geländesporn.
1954 war auf der Siedlung Předliška bei einer archäologischen Grabung bereits ein erster Depotfund (Depot I) entdeckt worden. Außerdem sind von hier drei Einzelfunde von Bronzegegenständen der Aunjetitzer Kultur (ein Randleistenbeil und zwei Dolchklingen bekannt). Ein weiteres Depot (Depot III), dessen genaue Fundstelle unbekannt ist, stammt aus der späten Bronzezeit.

## Zusammensetzung
Das Depot besteht aus drei bronzenen Stabarmringen mit Pfötchenenden. Ein Ring ist verziert.